# IC 1613
IC 1613 es una galaxia enana irregular en la constelación de la Ballena, situada cerca de la estrella 26 Ceti. Situada a 2,38 millones de años luz de la Tierra, se aproxima a nosotros a 234 km/s. Su magnitud aparente es 9,9. Fue descubierta en 1906 por Max Wolf. 
Con un diámetro de aproximadamente 10 000 años luz, es un miembro del Grupo Local, al que pertenece también nuestra galaxia, la Vía Láctea. Posee unos pequeños cúmulos estelares que no fueron descubiertos hasta 1978. Solo se han descubierto 11 pequeñas nubes de polvo, pudiéndose ver las galaxias en segundo plano a través de ella, lo que indica que tiene muy poca cantidad de polvo interestelar. La población estelar dominante corresponde a estrellas viejas, con una edad media de 7000 millones de años. Su diagrama de Hess es similar al que presenta la galaxia Enana de Pegaso (PegDIG). Junto a las Nubes de Magallanes, es la única galaxia enana irregular del Grupo Local en donde se han encontrado estrellas variables RR Lyrae.
IC 1613 también tiene una población numerosa de estrellas masivas y de asociaciones-OB. Gracias a los espectrógrafos multi-objeto de los Very Large Telescopes y el Gran Telescopio Canarias se ha podido confirmar la presencia de estas estrellas y estudiarlas de manera sistemática. Entre las estrellas masivas más evolucionadas se destaca la presencia de tres supergigantes rojas, una estrella Wolf-Rayet de oxígeno y una Variable Luminosa Azul.
Es posible que sea un satélite de la galaxia de Andrómeda.